# Книга песен (альбом)
«Книга песен» — альбом песен Ирины Богушевской, выпущенный в 1998 году.

## История создания альбома
Это дебютный альбом Ирины Богушевской. Он был записан как саундтрек к моно-мюзиклу Ирины Богушевской «Зал ожиданий», который был создан на базе студенческого театра МГУ. В мюзикле песни иллюстрировали действия персонажей.
Композиции выполнены в стиле довоенного ретро.
В записи альбома приняли участие музыканты групп «Несчастный случай» и «Оркестр форс-мажорной музыки».
Для альбома было несколько вариантов названия. На названии «Книга песен» Богушевская остановилась за пять минут до того, как нужно было окончательно утвердить название.
Презентация альбома состоялась 27 апреля 1998 года в московском клубе «Мираж». В презентации альбома приняли участие Андрей Макаревич и группы «Несчастный Случай», «Квартал», «Манго-Манго».
Музыкальная критика признала альбом одним из лучших русских поп-альбомов.
В 1997 году на песню «Прощай, оружие!» был снят видеоклип.
Ирину Богушевскую приняли в Союз писателей России на основании текстов песен, которые были напечатаны на буклете, прилагавшемся к альбому.
В 2002 году было осуществлено второе издание альбома. В переиздании был изменён дизайн обложки и добавлено 4 бонус-трека: концертные версии песен «Шарманка-осень» и «Кафе „Экипаж“», а также песня «Ангел моей печали» и её инструментальная версия.
В 2015 году песня «Рио-Рита» была использована в качестве саундтрека к сериалу «Офицерские жены»

## Музыканты, участвовавшие в записи
- Текст, музыка (кроме инструментальной композиции № 13 — «Прибытие»), вокал — Ирина Богушевская.
- Бэк-вокал — Ирина Богушевская, Дмитрий Чувелёв, Павел Гонин, Георгий Долмазян, Алексей Кортнев, Максим Бруштейн
- Аранжировки — Сергей Чекрыжов, Дмитрий Чувелёв
- Музыкальное сопровождение — Дмитрий Чувелёв, Дмитрий Морозов, Сергей Чекрыжов, Светлана Мочалина, Павел Гонин, Георгий Долмазян, Андрей Громоздин, Дмитрий Серебрянник, Дмитрий Хохлов.

## Список композиций
1. Такси — 2:36
2. Шарманка-осень — 5:44
3. Рио-Рита — 3:36
4. Кафе «Экипаж» — 5:35
5. Чем ты дышишь — 4:18
6. Мой друг Серёжа — 5:33
7. Пилигрим — 4:54
8. Терпкий вечер — 3:43
9. Танго «Прощай» — 4:01
10. Пароход — 3:18
11. Тридцать девятый трамвай — 3:08
12. Прощай, оружие! — 3:37
13. Прибытие (инструментальная композиция)
14. Зал ожиданий — 3:46
15. Суламифь — 7:04